# Вальгризанш
Вальгризанш, Вальґрізанш (фр. Valgrisenche) — муніципалітет в Італії, у регіоні Валле-д'Аоста.
Вальгризанш розташований на відстані близько 610 км на північний захід від Рима, 24 км на південний захід від Аости.
Населення — 198 осіб (2014).
Щорічний фестиваль відбувається 7 вересня. Покровитель — Saint Grat.

## Демографія
Населення за роками:

Станом на 1 січня 2023 року в муніципалітеті офіційно проживало 6 іноземців з 2 країн, серед них 2 громадяни країн Євросоюзу.

## Сусідні муніципалітети
- Арв'є
- Ла-Тюїль
- Рем-Нотр-Дам
- Рем-Сен-Жорж
- Сент-Фуа-Тарантез
- Тінь